# Павле Крстић
Павле Крстић (Пирот, 24. јун 1888 –Пирот, 2. јул 1925) био је један од утемељивача социјалдемократског и комунистичког покрета у Пироту, као и један од најистакнутијих бораца за радничка права у пиротском крају.

## Биографија
Павле Крстић рођен је 24. јуна 1888. године у Пироту. После завршене шесторазредне школе учио је терзијски, а касније пинтерски занат у Београду. У младости се разболео од туберкулозе што га је омело да се даље школује и образује. После тога радио је као кафеџија и бакалин код свог оца. Већ у 17. години определио се за приступање радничком покрету, а о мотивима који су га подстакли на овакву активност професор Добривоје Алимпић касније је записао:
„Иако није био најамни радник и пролетер, јер је радио са оцем у бакалници, пре се може рећи да је покрету пришао из идеолошких разлога, него из класних и материјалних [...] ипак зато, немогућно је наћи иједног друга у Пироту, који је честитије, искреније, пожртвованије, принципијелније и доследније радио и сагоревао у том покрету, него што је био покојни Павле.”
Када је крајем новембра 1904. године на инсистирање Главног одбора Српске социјалдемократске партије, у Пироту на јавном радничком збору основана локална партијска организација, Павле Крстић изабран је за њеног секретара. У годинама пре почетка Првог светског рата активно је учествовао у организацији Првомајских прослава и демонстрација у борби за права радника. Био је учесник Првог светског рата, а по повратку с ратишта ангажовао се на стварању локалног одбора новоформиране Социјалистичке радничке партије Југославије (комуниста). Као један од делегата из Пирота, учествовао је у раду Другог конгреса партије у Вуковару јуна 1920. године.
Августа 1920. расписани су локални избори у Краљевини СХС, а убедљиву победу у Пироту однела је Комунистичка партија. Након конституисања новог општинског руководства, Павле Крстић  постао је општински благајник. Расположење Пироћанаца било је такво да је и на изборима за Уставотворну скупштину 28. новембра 1920. године Комунистичка партија у Пироту убедљиво тријумфовала са 65% освојених гласова. Победа комуниста на изборима у неколико градова била је знак за узбуну за тадашњи режим. Након доношења Обзнане и Закона о заштити државе, те других мера којима је ометан рад легално изабраних комунистичких општина, прешло се на директан обрачун. Средином 1921. године у време одржавања седнице Градске општине у Пироту, у салу су упали жандарми, истерали одборнике и похапсили најистакнутије партијске и синдикалне раднике. Општинска власт прешла је тако у руке радикала. Међу ухапшеним члановима и симпатизерима Комунистичке партије, у затвору се нашао и Павле Крстић.
Партијска организација у Пироту покушала је да одржи континуитет политичког рада кроз различите видове илегалног деловања. Тих година дошло је ипак до осипања чланства и прелазака дотадашњих чланова у редове грађанских странака. 
Павле Крстић преминуо је у Пироту 2. јула 1925. године после дугог и тешког боловања од туберкулозе. Његов ковчег, поред осталих, изнео је и радикалски посланик из Пирота Војин Ћирковић, који је том приликом рекао:
„То је мој најдоследнији, најогорченији, али и најпоштенији политички противник кога сам имао.”
Након Другог светског рата, школа у Тијабари носила је име Основна школа „Павле Крстић” све до 1992. године; тада је одлуком локалног Парламента преименована и додељен јој је назив Основна школа „Свети Сава” у Пироту. Улица у Пироту носи назив по њему. 